# Vrouwen in 't Wit
Vrouwen in't Wit (Frans: Les femmes en blanc) is een Belgisch-Franse stripreeks getekend door Philippe Bercovici op scenario van Raoul Cauvin. De gags spelen zich meestal af in een ziekenhuis.
De strip debuteerde in 1981 in het stripblad Spirou/Robbedoes. In 2019 zette Dupuis enkele oude reeksen stop inclusief Vrouwen in 't Wit vanwege de dalende verkoop en omdat de uitgeverij meer nieuwe reeksen wil beginnen. Dupuis gaf Bercovici en Cauvin de keuze tussen de serie stopzetten of nog een à twee albums. De auteurs kozen de laatste optie. Het 42ste album, dat in 2020 verscheen, was het laatste.

## Albums
Van Vrouwen in 't Wit zijn de volgende albums reeds verschenen :
- 1.  Vrouwen in 't wit
- 2.  't Zal me een ziekenzorg zijn
- 3.  Super-ziek-man
- 4.  Operatie deegrol
- 5.  Gezonde ziekte
- 6.  Om je ziek te lachen
- 7.  Je lach of je leven
- 8.  De dokter trakteert
- 9.  Spuitje-roer-me-niet
- 10.  Van naaldje tot draadje
- 11.  Bloed, sleet en tranen
- 12.  Een warm hart
- 13.  De witte raven
- 14.  Gedeelde smart
- 15.  Van teen komt tander
- 16.  In slechte lakens
- 17.  Muziekte als medicijn
- 18.  Operatie NONsens
- 19.  Bloedstollend
- 20.  Ik zie geen verband
- 21.  Nachtdienst
- 22.  Verlos ons van de kwaal
- 23.  Bedreigde soort
- 24.  Harteloos
- 25.  Scheurbuik
- 26.  Beursoperatie!
- 27.  Darmlastige situaties
- 28.  Mag het iets meer zijn?
- 29.  Een adertje onder het gras
- 30.  Overdosis
- 31.  Allemaal Betweters
- 32.  Als een zwerende vinger...
- 33.  Bloedlegerig
- 34.  Oeps, verschoning!
- 35.  Pretbedervers
- 36.  Hoe bevalt het?
- 37.  Gepokt en gemazeld
- 38.  Doe alsof je thuis bent!
- 39.  Baby boem!
- 40.  Blazen!
- 41.  Veel patiënten, weinig centen
- 42.  Hartkwa(a)l